# Centro de Estudios Tecnológicos, Industriales y de Servicios
Centro de Estudios Tecnológicos, Industriales y de Servicios (CETis), es una red de centros de bachillerato de México pertenecientes a la Dirección General de Educación Tecnológica Industrial
(DGETI). Ofrece carreras técnicas de nivel medio superior, cuyo objetivo es la formación integral, es decir, la adquisición de los tres saberes; saber qué (Teoría), saber hacer (Práctica) y el saber ser (Valores). Los CETis incorporan sus estudiantes al sector productivo a través de prácticas y servicio profesional, es en estos espacios donde el estudiante desarrolla a través de la práctica la teoría adquirida en las aulas.
DGETI, bajo la adscripción de la Subsecretaría de Educación Media Superior (SEMS) de la Secretaría de Educación Pública (México). Su creación, en el año 1968, respondió a los planes de crear una educación denominada tecnológica que paliaría la carencia de profesionales que pudieran egresar directo del nivel medio superior al mercado laboral. En 2013 tenía 168 planteles en las 32 entidades federativas de su país.
De la demanda total de acceso a la Educación media superior en México, el CETIs representaba el 6,95% del total de aspirantes a dicho nivel.